# Belle (film, 2021)
Belle, známý také jako Rjú to sobakasu no hime (竜とそばかすの姫, „Drak a pihovatá princezna“), je japonský animovaný science fantasy film z roku 2021, který napsal a režíroval Mamoru Hosoda a produkovalo studio Čizu. Film pracuje s motivy pohádky Kráska a zvíře. Premiéru měl 15. července  2021 na Filmovém festivalu v Cannes, kde obdržel chválu kritiků a 14minutový aplaus. Do japonských kin byl uveden 16. července 2021. Českou premiéru měl 14. března 2022 v pražském Kině Lucerna v rámci festivalu Future Gate. Do českých kin byl uveden 24. března. Celkové tržby filmu činí 63,3 milionu amerických dolarů.

## Děj
17letá Suzu Naito se v dětství stala svědkyní smrti své matky, která pomáhala rozvíjet její lásku k hudbě. Od té doby nedokáže zpívat a straní se kolektivu. Žije sama s otcem, ke kterému od matčiny smrti nemá blízko. Jejími jedinými kamarády jsou její spolužáci Šinobu Hisatake, který na ni od dětství dohlíží a do kterého je tajně zamilovaná, populární Ruka Watanabe, atletický Šindžiró „Kamišin“ Čikami a technicky zdatná Hiroka „Hiro“ Becujaku a ženy z místního sboru. Na návrh Hiro se Suzu jednoho dne připojí do virtuálně-realitní aplikace „U“, kde zjistí, že jakožto virtuální avatar „Bell“ je schopná zpívat. Aniž by to byl její záměr, stane se díky svým skladbám zakrátko celebritou a začne být přezdívána „Belle“ (francouzsky „Kráska“).
Brzy je však jeden z Belliných virtuálních koncertů přerušen Drakem, který je ve světě U proslulý jako krutý zápasník pokrytý modřinami. Proti Drakovi se staví skupina „Spravedlivých“ vedená sebestředným Justinem, který má v plánu Drakovu skutečnou identitu odhalit pomocí speciálního odhalovacího paprsku. Suzu a Hiro začnou po Drakově skutečné identitě pátrat také, ale nezískají žádné užitečné informace, kromě toho, že má drak mnoho obdivovatelů z řad dětí. Suzu se následně vydává Draka hledat do U. Tam se setkává s avatarem „Andílkem“, který ji zavede do Drakova hradu. Suzu a Drak spolu promluví a po prvotním konfliktu se sblíží. Belle mu zazpívá píseň, kterou pro něj složila.
V reálném světě se Ruka svěří Suzu, že je do někoho zamilovaná. Suzu mylně usoudí, že jde o populárního Šinobua, do kterého je sama zamilovaná. Později se ale ukáže, že jde o Kamišina. Se Suzuinou pomocí spolu Ruka a Kamišin začnou chodit. Chvíli poté se Šinobu přijde Suzu svěřit, že ví, že Suzu je Belle; Suzu s ním ale odmítne mluvit.
Mezitím v U Justin se svou jednotkou objeví a zničí Drakův hrad s cílem Draka zajmout, ale neuspěje. Justin následně zajme Belle a pod výhrůžkou odhalení její identity, pokud odmítne spolupracovat, se ji pokouší vyslýchat. Drak se objeví, aby Belle zachránil, a potom znovu zmizí. Suzu, Hiro a jejich přátelé se sejdou a zahájí intenzivní pátrání po Drakově identitě ve snaze zjistit ji dříve než Justin. Nakonec uspějí za pomoci živého vysílání a písně, kterou Suzu Drakovi zazpívala na hradě. Vyjde najevo, že osoba skrývající se za avatarem Draka je chlapec Kei, Drakův společník Andílek je Keiův mladší bratr Tomo a obě děti jsou týrány svým otcem. Modřiny na Drakových zádech jsou odrazem Keiových skutečných zranění.
Suzu Keie zkontaktuje pomocí videohovoru, oznámí mu, že je Belle a že mu chce pomoci, ale Kei jí nevěří. Na Šinobuovo naléhání se Suzu vydává do U, kde pomocí Justinova paprsku odhalí svou pravou tvář, aby Keiovi dokázala, že mluví pravdu, a potom Keie znovu zkontaktuje se žádostí o adresu. Hovor je ale přerušen Keiovým rozzlobeným otcem. Jedna ze sbormistryň zavolá policii, ale ta na její naléhání nereaguje. Kamišin a Ruka společně z nahrávky videohovoru vydedukují, že se chlapci nachází v Tokiu, a Suzu se za nimi vydá vlakem.
Po příjezdu do Tokia se Suzu setká s Keiem a Tomoem a postaví se jejich otci, který nakonec ze scény utíká. Suzu a Kei si poté vzájemně poděkují za to, že jeden druhému dodali odvahu. Když se Suzu druhý den vrací domů, její otec na ni čeká nádraží a vítá ji. Šinobu chválí Suzu za její statečnost a uzná, že už nemusí být jejím opatrovníkem. Suzu v závěru pochopila činy své matky, vyrovnala se s její smrtí a je připravena zpívat se svými přáteli.

## Dabing
- Kaho Nakamura jako Suzu Naito / Belle
- Takeru Sató jako Drak / Kei
- Kódži Jakušo jako Suzuin otec
- Lilas Ikuta jako Hiroka „Hiro“ Becujaku
- Rjó Narita jako Šinobu Hisatake
- Šóta Sometani jako Šindžiró „Kamišin“ Čikami
- Tina Tamaširo jako Ruka Watanabe
- Tošijuki Morikawa jako Justin
- Fujumi Sakamoto jako Okumoto
- Kendžiro Cuda jako Jelinek
- Mami Kojama jako Swan
- Mamoru Mijano jako Muitaró Hitokawa / Tokoraemaru
- Mičiko Šimizu jako Kita
- Rjóko Morijama jako Jošitani
- Sačijo Nakao jako Hatanaka
- Jošimi Iwasaki jako Nakai
- Sumi Šimamoto jako Suzuina matka[7]
- Ken Išiguro jako Keiův otec

## Produkce
Jedná se o Hosodův devátý celovečerní film. Sám uvedl: „Belle je film, o jehož vytvoření jsem vždycky snil a který dnes dokážu vytvořit díky zkušenostem z mých předchozích filmů. (…) V tomto filmu prozkoumávám romantiku, akci a napětí, ale také hlubší témata jako život a smrt. Doufám, že to bude velká, zábavná podívaná.“ Ve spolupráci se studiem Čizu se na projektu podíleli zkušení animátoři a návrháři postav ze studia Disney Jin Kim a Michael Camacho. Prostředí světa U vytvořilo irské studio Cartoon Saloon.